# Ernesto Aguiar Rodríguez
Ernesto Aguiar Rodríguez (La Palma, 26 de febrer de 1961) és un tècnic i polític espanyol.

## Biografia
Va néixer el 26 de febrer de 1961 a San Andrés y Sauces, municipi de l'illa canària de La Palma.
Va completar els estudis de Tècnic Especialista en Dibuix lineal per l'Institut Politècnic Virgen de Candelaria de Tenerife i professionalment és empresari de la construcció. Està casat i té dos fills.
Dintre del Partit Popular, on va ingressar el 1994, ha exercit diferents càrrecs de responsabilitat tant pública com orgànics, exercint, entre d'altres, la sota-secretaria de Formació del Partit Popular de La Palma des de 1995 fins 1999, moment en què va ser escollit regidor a l'ajuntament de Breña Baja entre 1996 i 1999 i es va presentar com a número dos en la candidatura de l'any 2011. També va ser conseller electe del Cabildo Insular de La Palma entre 1999 i 2003, on va assumir la Conselleria de Medi Ambient, i fou diputat del Parlament de les Canàries entre 2004 i 2007.
Ha estat delegat de l'Institut Tecnològic de les Canàries per a les illes de La Palma, La Gomera i El Ferro. Aguiar és un excel·lent coneixedor del sector primari on ha estat un dels seus principals defensors en tots aquells llocs on ha tingut responsabilitat, entre altres com a director general de Desenvolupament Rural del Govern de les Canàries i com a portaveu d'agricultura del Grup Parlamentari Popular (2015-2016). A les eleccions del 26 de juny del 2016, torna a formar part de la candidatura al Congrés dels Diputats per la circumscripció electoral de Santa Cruz de Tenerife com ja ho fes l'any 2011 on va sortir escollit diputat,
lloc que va exercir fins a juny de 2015 arribant a ésser portaveu de la Comissió d'Habitatge. Actualment, com a Diputat Nacional, és membre de la comissió d'Agricultura i portaveu adjunt de Medi Ambient.